# Santianes (Tineo)
Santianes o, antiguamente Santianes de Tuña, es una parroquia del concejo de Tineo, Asturias, España.

## Localización
Situada en el sureste del término municipal, linda al oeste con la parroquia de Sorriba; al norte con la de La Barca; al este con la de Santianes; y al sur con el concejo de Cangas del Narcea.

## Historia
En el diccionario de Madoz (1849), la parroquia es citada como Santianes de Tuña.

## Demografía
Según el padrón municipal de habitantes de 2012, tenía una población de 111 habitantes. Según el nomneclátor de ese mismo año, la parroquia comprende las aldeas de Areñas, La Reguera y Santianes y las caserías de El Forcón, Posada y La Silva.

## Iglesia
La iglesia, bajo la advocación de Juan el Bautista, está compuesta de una nave única, un presbítero y 2 capillas a cada lado.